# 單位大院

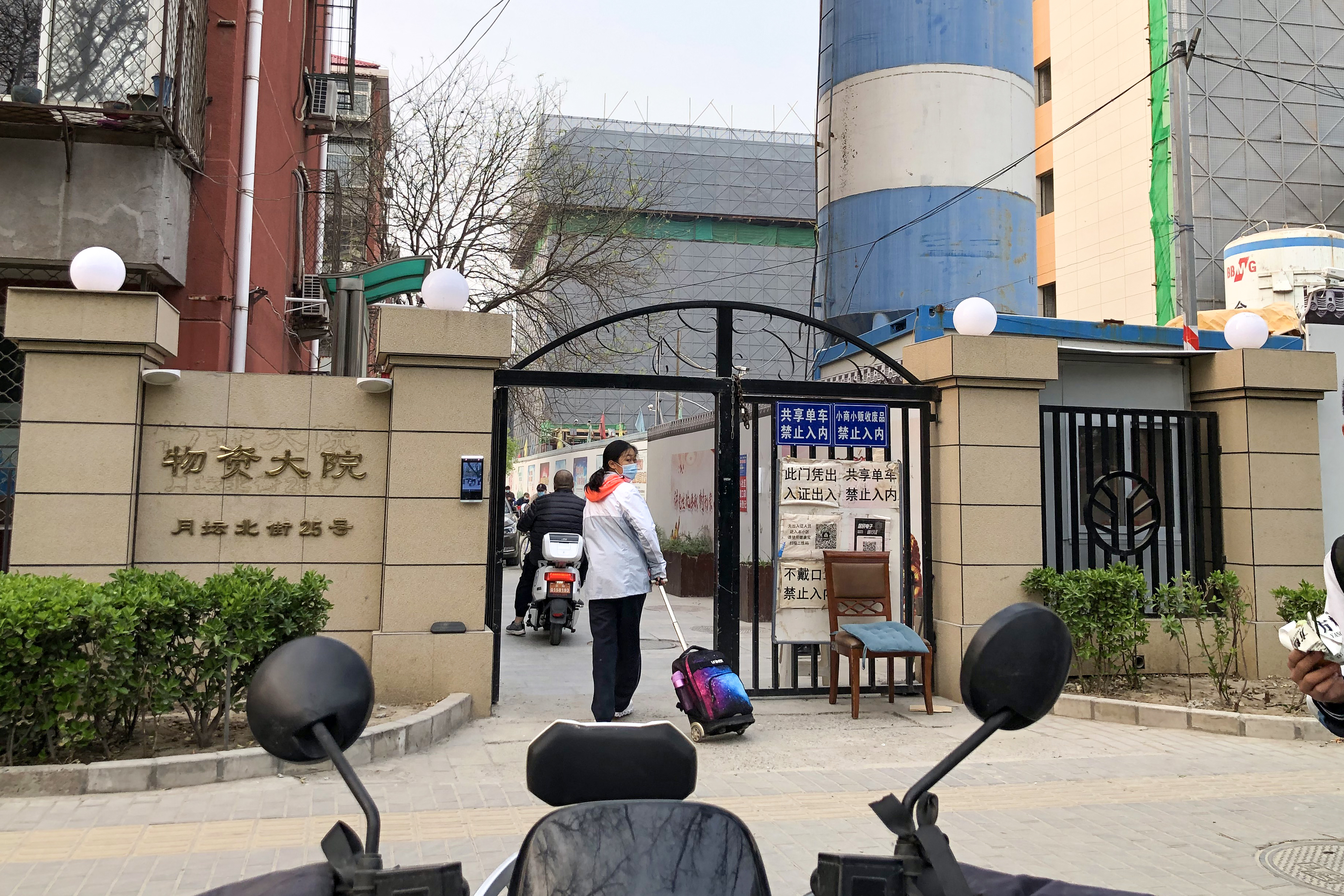
位于北京市西城区月坛北街25号的物资大院（原物资部家属院），院内设有中古友谊小学低年级部

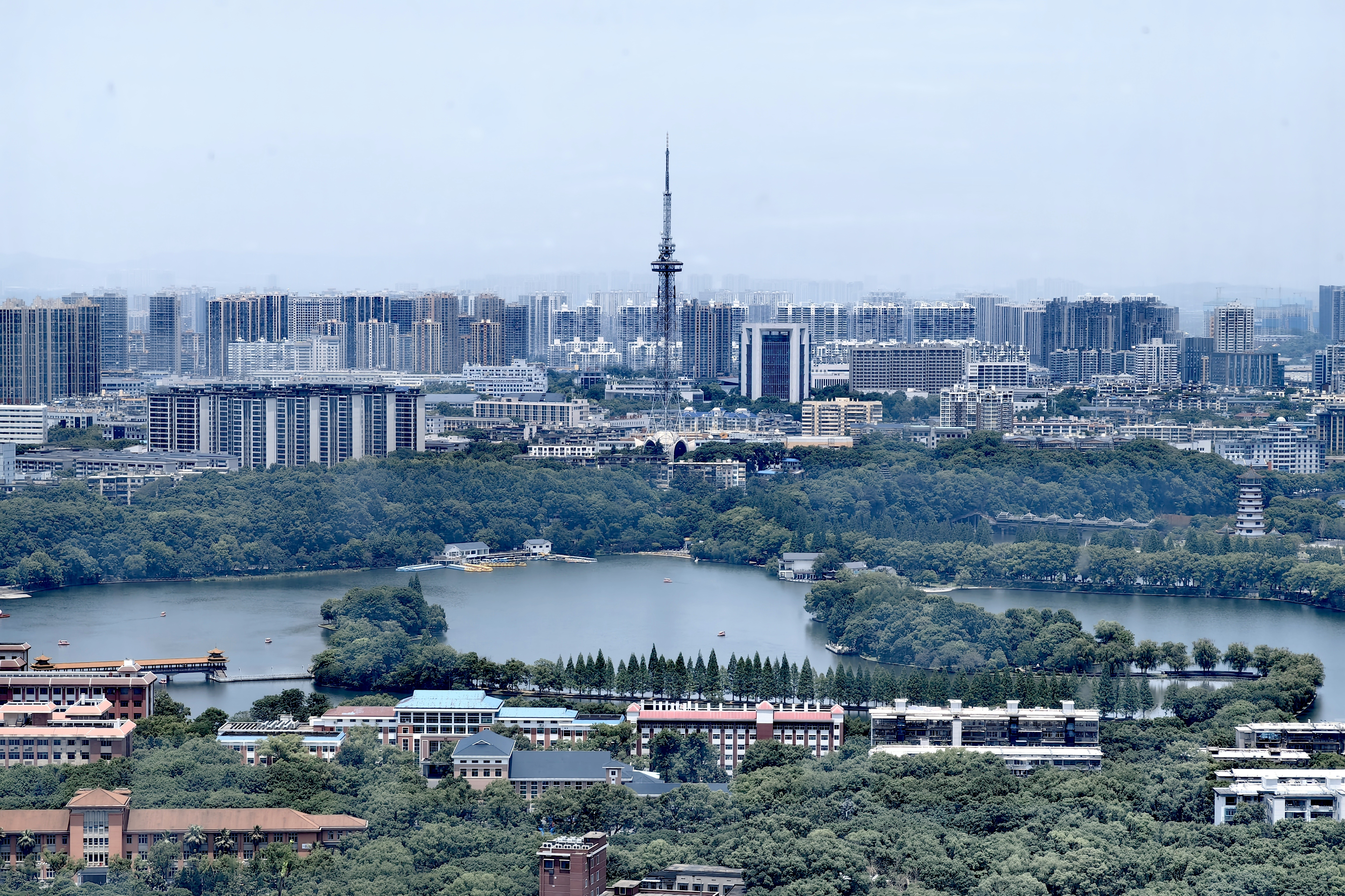
湖南长沙烈士公园旁的中共湖南省委大院

單位大院又稱機關大院或簡稱「大院儿」，是中国大陆在计划经济时期为工作單位建設的门禁社区，其居民主要为單位职工及其家属，是當時城市最基層的社會管理與組織形式。這些居住區通常具有完善的生活配套設施，包括公寓、社区医院与诊所（俗称“卫生所”）、學校、幼兒園、食堂、便民店、礼堂、剧场和电影院、娛樂設施以及體育場館，構成相對獨立及封閉的社區。單位內的人日常辦公、起居、社交活动都在大院內，可以不出大院就滿足一天生活所需，所谓「除了火葬场，大院裡甚麼都有」。
單位大院在中华人民共和国建国后的前30年間達到高峰，至改革开放時中國轉型為社会主义市场经济，由於政企分家、政事分家、住宅分配制度，加上国有企业在90年代末期开始出现大规模倒闭和下岗潮，單位大院亦解体轉型，被商品房居住区所取代。單位大院是建築學裡研究建築空間、中國社會史的常見研究對象。

## 部委大院
部委大院，是供部級機關單位幹部及其家屬居住的大院。

## 軍隊大院
軍隊大院，供駐京部隊一定級別之幹部及其家屬居住的大院，大致按照軍隊不同兵種劃分，通稱「部隊大院」。
部隊大院可依照管理層級和軍事單位規模進行分類，例如軍區大院，由軍區直接管理，規模最大，設施最完善，居住人員軍階較高。
軍級、師級、團級大院，依據各級單位而設立，規模和設施根據單位級別有所不同。

中國軍區在各城市的部隊大院是該市人民的重要城市記憶和地標，例如西藏军区大院。